# 生贄の女たち
『生贄の女たち』（いけにえのおんなたち）は、1978年に公開された日本映画。ハリー・リームス主演・山本晋也監督。東映セントラルフィルム・東映芸能ビデオ製作、東映配給。
1979年の『下落合焼とりムービー』は本作が切っ掛けで製作された。

## キャスト
- ミスター・ハリー：ハリー・リームス
- 有沢彩子：飛鳥裕子
- 有沢とみ子：松井康子
- 江川玲子：東てる美
- 中村夕子：岡尚美
- 片山波子：岡本麗
- 井筒教授：桑山正一
- 浮田：草薙良一
- 桐川：榎木兵衛
- 栗田：団巌
- 笹井忠子：小野寺レイ子
- ピンクサロンの女：一色リエ

## スタッフ
- 監督：山本晋也
- 脚本：佐治乾・山本晋也
- 原案：田中陽造
- 企画：黒澤満・伊地智啓・向江寛城
- 撮影：鈴木史郎
- 音楽：芥川隆
- 録音：宮田利明
- 照明：斉藤正明
- 編集：田中修
- 製作担当：小椋正彦
- 助監督：高橋芳郎・加茂田好史

## 製作

### 企画
企画は岡田茂東映社長。アメリカのハードコア『ディープ・スロート』で32センチとも、36センチともいわれる巨根を持つポルノ男優として有名になったハリー・リームスを日本に呼んで大和撫子をヒイヒイいわす、というのが本作の企画コンセプト。普通に作ったら日活ロマンポルノと大差ないだろうという判断から、ハリー・リームスの招集を思い付いたといわれる。岡田社長が黒澤満プロデューサーに本作の製作を命じた。
1977年11月にタイトル『提督ハリーと唐人お吉』として製作が伝えられ、「ハリー・リームスがペリー提督に扮するポルノ時代劇で、東映が近く発足させる新会社東映セントラルフィルムが製作・配給する」と発表された。東映セントラルフィルムは、岡田茂東映社長が『柳生一族の陰謀』を皮切りに、大作一本立て興行にシフトさせるにあたり、それについていけない下番線のコヤが出るため、その番線の支えになる既成の製作体制では考えられないような企画優先の異色作を低コストで作ったり、特殊な味のある他社作品を買取り、大作主義体制をマーケット維持の面で補強するという目的を持ったもので、製作コストが割高になる撮影所ではなく、外部スタッフに基本3000万円で映画を作ってもらい、買取り作品を中心に配給する新会社であった。1977年12月に日活の撮影所長だった黒澤満を迎えて同社を起動させた。東映セントラルフィルム/セントラル・アーツというと、松田優作主演・村川透監督コンビによる「遊戯シリーズ」や「あぶない刑事シリーズ」、「ビー・バップ・ハイスクールシリーズ」などのアクション映画で知られるが、岡田社長は、日活ロマンポルノを指揮した黒澤満に当初は、日活ロマンポルノ的なポルノを東映系列に組み込めないかと画策していたという見方もある。
1978年3月頃までの報道ではタイトルは『生贄(いけにえ)』に変更されていた。正式に『生贄』と、松田優作主演・村川透監督の『最も危険な遊戯』が東映セントラルフィルムの旗揚げ作として製作が決まったと報道され。これを二本立てで当初、1978年3月中旬公開と告知されていた。この時点で、『生贄』から時代劇設定は外され、「短小で悩むハリー・リームスが来日、日本人の巨大な性器を移植して美女をナデ切るといった艶笑ポルノ」と説明があり、完成品に近い内容に変更になった。

### 脚本
監督には黒澤プロデューサーが、東映の社員監督・関本郁夫に頼んだ。しかし関本が佐治乾の脚本が面白くないとクレームを付け、関本と荒井晴彦、高田純の3人で手を入れ、パロディー満載のホンに書き換え、関本も「大傑作」と豪語する内容に改訂したが、黒澤プロデューサーに却下された。佐治乾も激怒し、関本は監督を降ろされ、監督は山本晋也に交代した。この事件により関本は東映セントラルフィルムとの縁は切れたという。最終的に山本が脚本にかなり手を入れたといわれる。原案クレジットに田中陽造の名前があるのは何故か分からない。当初『最も危険な遊戯』との二本立てを予定していたこのポルノ作品は、もっと簡単に完成すると思われたが、上記トラブルにより、『最も危険な遊戯』より2ヵ月も完成が遅れた。早撮りの村川透がサラリと完成させた松田優作のアクションが望外の好評を得たことで、岡田茂が構想していたポルノ路線は脇に回り、東映セントラルフィルム/セントラルアーツは、アクションを主体とした製作に邁進していった。　

## 宣伝
東映は36センチ砲を受けとめる器が見つからず女優探しに難航しているなどと、ハードコアでもないのに、変な宣伝を打った。
1978年5月10日、ハリー・リームスを迎えて東京目黒エンペラーで製作発表が行われ、ピンク週刊誌を中心に多くの報道陣が集まった。出演女優も全員出席し、胸を露出するサービス。ブリーフ一丁で出席したハリー・リームスは、裸の美女に囲まれニコニコ。36センチ砲に質問が集中したが、「あれは、あくまでも映画のマジックだよ」と話した。ナニを見せられない邦画界で、何故36センチリームスを連れて来たのか疑問も出た。席上、岡田社長が悪ノリし「巨根日本一を決めるコンクールがやれるんなら面白いんだが」などと話した。

## 同時上映
『沖縄10年戦争』
- 主演：松方弘樹 監督：松尾昭典 脚本：松本功・大津一郎・志村正浩

## 影響
本作製作の切っ掛けになった『ディープ・スロート』の日本版編集は、東映洋画が本作のプロデューサーである向江寛城（向井寛）に頼み、興収3億円の大ヒットに結び付けた功績から、向井は東映から低予算の500万円ポルノを大量に発注しユニバースプロ（後の獅子プロダクション、以下獅子プロ）を設立した。東映セントラルフィルムの発足で、向井が黒澤満とともに中核プロデューサーとして権限が増し、山本晋也監督と盟友関係にあったことから、1979年の『下落合焼とりムービー』製作に繋がったといわれる。山本は本作のテンポイントを絡ませるオチなどが面白いと東映首脳から評価を高めていた。